# Musiciens de la Garde impériale (Premier Empire)

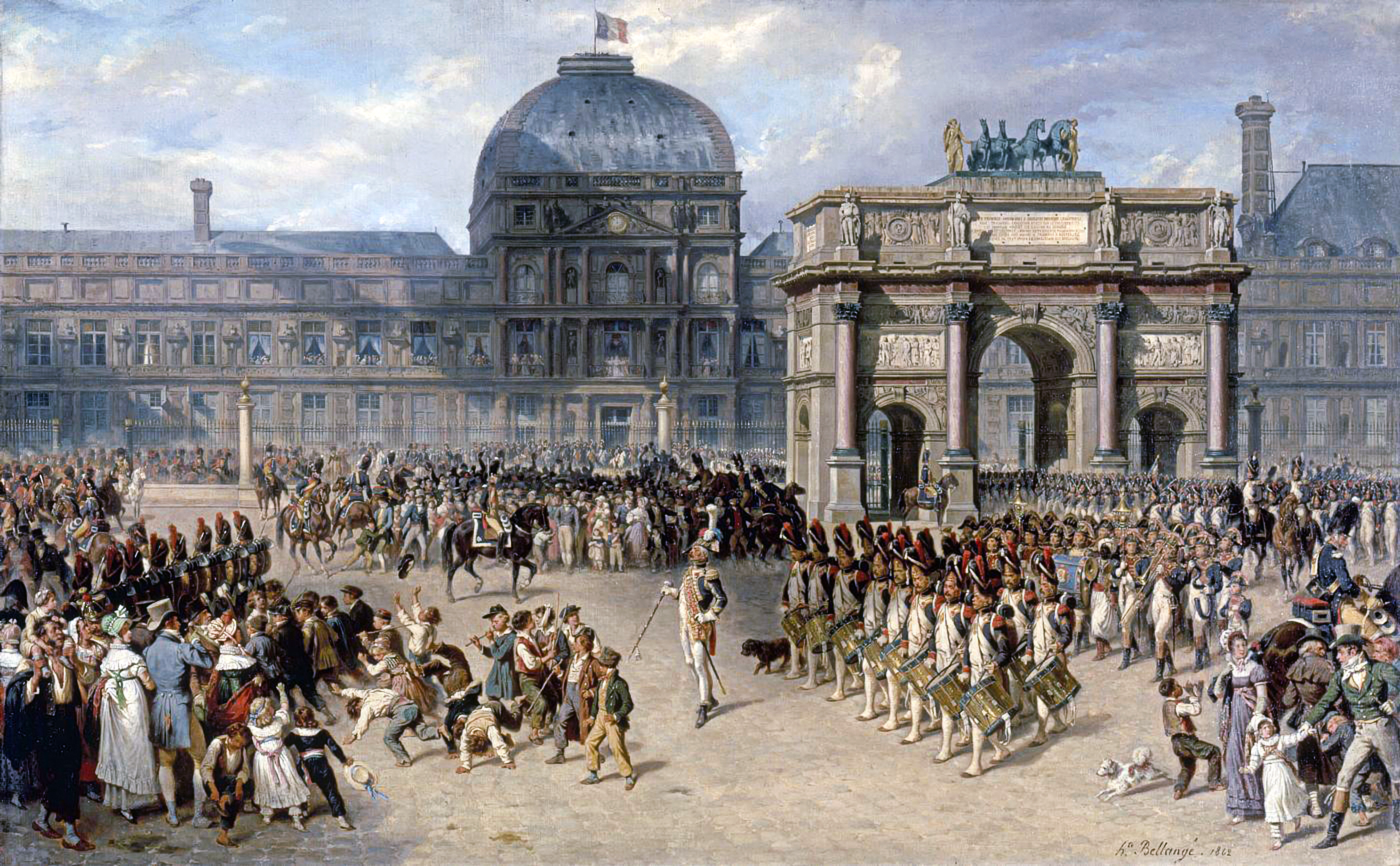
Défilé des grenadiers de la Garde aux Tuileries en 1810 par Hippolyte Bellangé. En « tête de colonne » marchent les sapeurs, suivis du tambour-major Jean Nicolas Sénot, de la batterie des tambours et de la musique régimentaire.

Les musiciens de la Garde Impériale sont les instrumentistes affectés aux régiments d'infanterie, de cavalerie, d'artillerie et autres corps faisant partie de la Garde impériale de Napoléon Ier dont ils constituent les « musiques ».
Dans l'infanterie, le terme désigne les tambour-major, tambours et autres musiciens constituant les diverses « cliques », batteries de tambours, batteries-fanfares et fanfares régimentaires, parties des « têtes de colonne ». Dans les troupes montées (cavalerie et artillerie à cheval), il désigne les trompettes, timbaliers et cymbaliers. 
En campagne et sur les champs de bataille, ces musiciens constituaient un moyen de communication, par le jeu des sonneries notamment (céleustique), et scandaient le rythme des déplacements par le biais des marches militaires; sur pied de paix, ces musiciens accompagnaient les parades.

## Infanterie

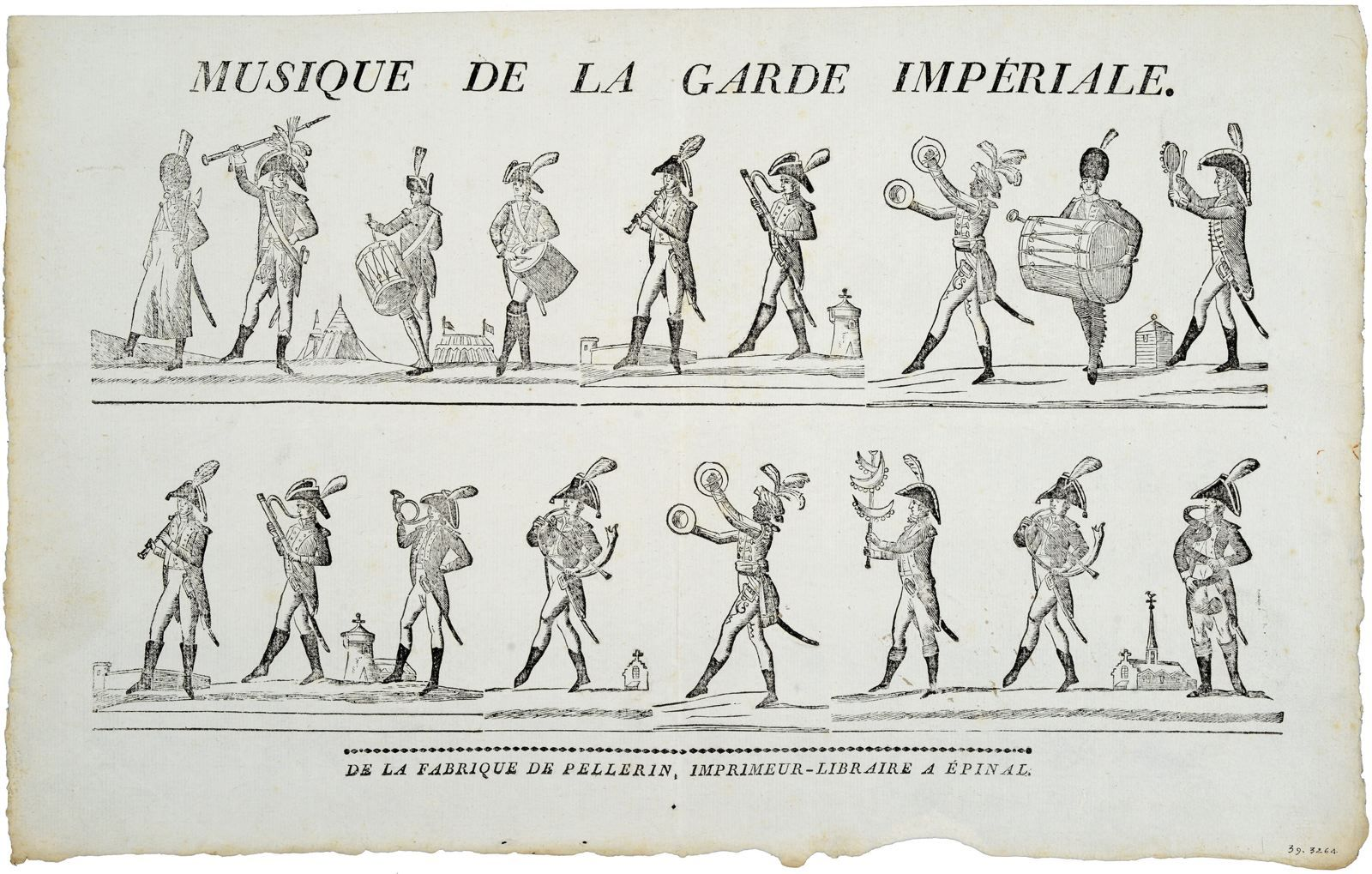
Image d'Épinal représentant la musique militaire de la Garde illustrant ses différents instruments à vent et percussions.

Sous l'Empire, les musiques de l'infanterie comptaient les instruments suivants : grandes clarinettes, clarinettes en mi-bémol, flûtes et fifres, cors, bassons, trompettes, trombones, serpents, grosse caisse, cymbales, caisse roulante et chapeau chinois. Au combat, les musiciens, hormis les tambours, servaient à l'approvisionnement en munitions et au ramassage des blessés ; les tambours, dits « d'ordonnance », marchaient quant à eux à la tête des troupes: Jean-Roch Coignet, capitaine aux grenadiers, raconte ainsi dans ses mémoires que pendant la bataille d'Austerlitz, sur les pentes du plateau de Pratzen, « les tambours dirigés par M.Sénot, leur major, un homme accompli, battaient la charge à rompre les caisses et les tambours et la musique se mêlaient. C'était à entraîner un paralytique ».

### Grenadiers et chasseurs à pied (Vieille Garde)

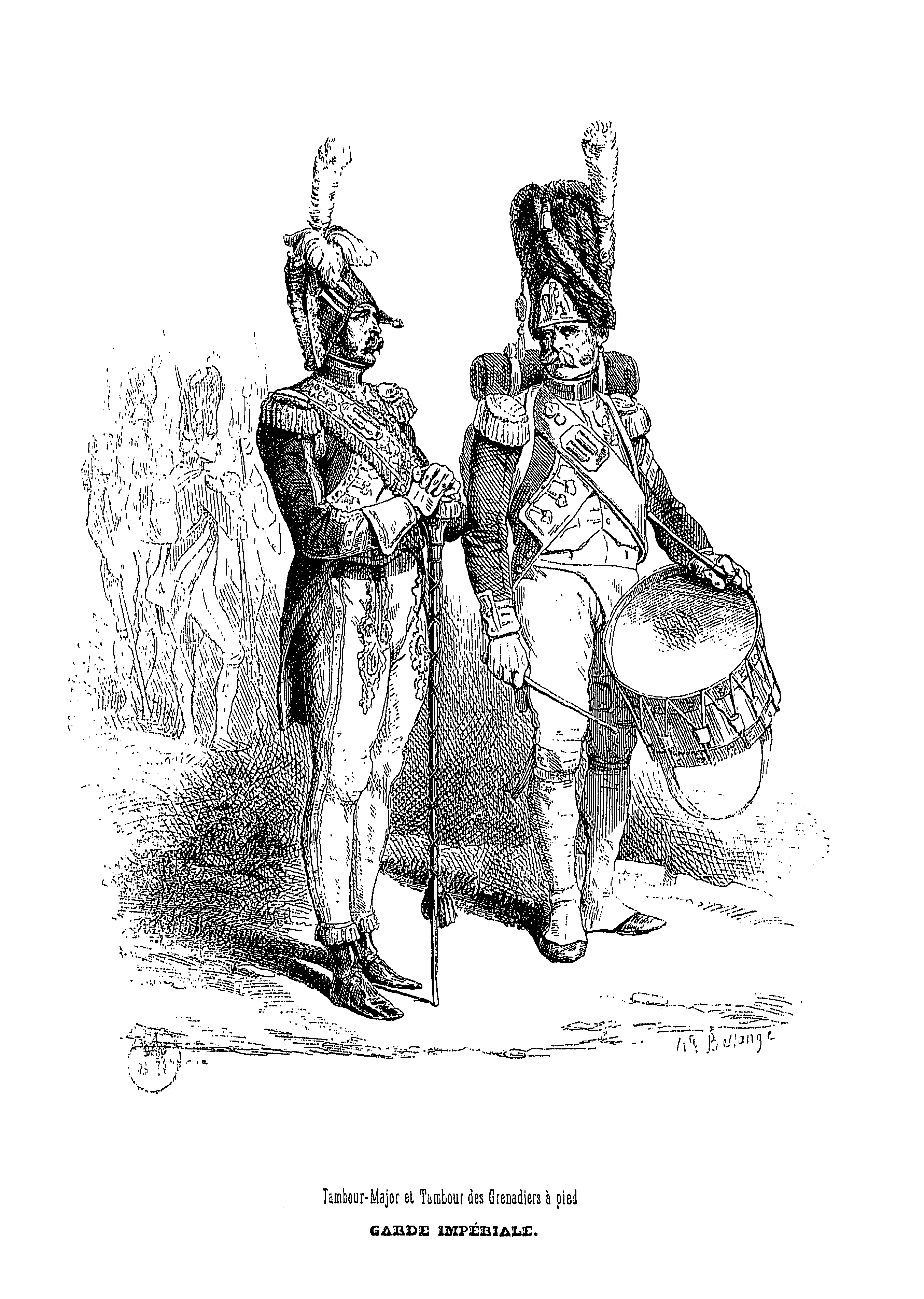
Le tambour-major Jean Nicolas Sénot en compagnie d'un tambour des grenadiers à pied.

## Cavalerie

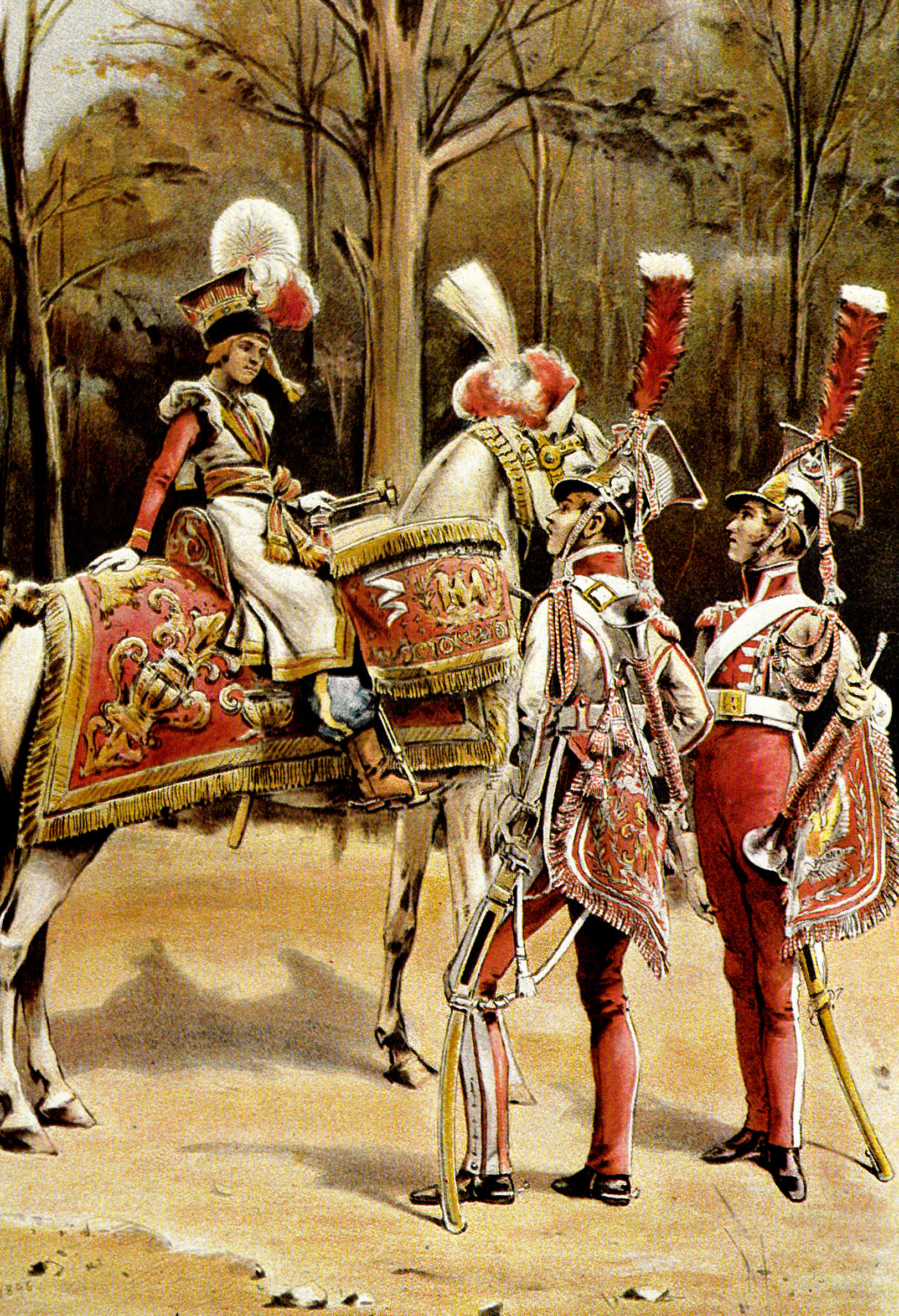
Timbalier et trompettes des chevau-légers polonais de la Garde.

### Unités de cavalerie rattachées à la Garde

#### Gardes d'honneur
{{article cc 
détaillé|Gardes d'honneur français (1813-1814)}}

## Artillerie

### Artillerie à cheval

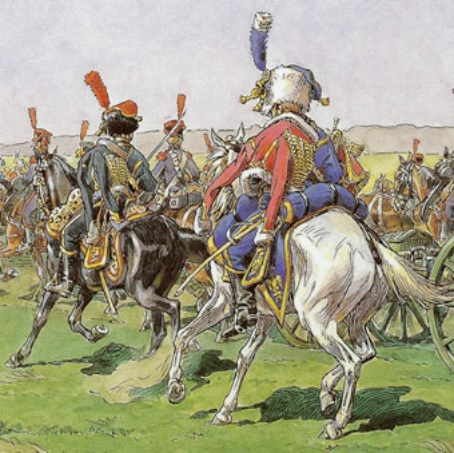

Dans l'artillerie à cheval, grande et petite tenue des trompettes sont de même coupe - dite « à la hussarde » - que celles de la troupe mais de couleur bleu ciel au lieu d'indigo, flamme et plumet de colback, couverture de selle et portemanteau de même. Le colback est blanc et, comme pour les officiers, toutes les garnitures et passementeries du grand uniforme sont dorées. La pelisse est rouge, bordée de fourrure blanche, la sabretache à fond bleu ciel et garnitures dorées.

#### Troupes montées
- Maurice Orange, « Grande tenue de trompette de l'artillerie de la Garde Impériale »
- « Petite tenue de  trompette de l'artillerie à cheval »